# Wapen van Winsum (Friesland)

Wapen van Winsum

Het wapen van Winsum is het dorpswapen van het Nederlandse dorp Winsum, in de Friese gemeente Waadhoeke. Het wapen werd in 1990 geregistreerd.

## Beschrijving
De blazoenering van het wapen luidt als volgt:
Puntig doorsneden van azuur en goud, met twee punten wijzende naar de schildvoet, in de linkerbovenhoek drie penningen van zilver, geplaatst 2 en 1, in de rechterbenedenhoek een vierspakig watermolenrad van keel; over alles heen een schuinrchts geplaatste polsstok van het een in het ander.
De heraldische kleuren zijn: azuur (blauw), goud (goud), zilver (zilver) en keel (rood).

## Symboliek
- Doorsnijding: beeldt de letter W van Winsum uit.[3]
- Polsstok: verwijst naar het polsstokverspringen.[3]
- Drie bollen: duiden op de kaatssport.[3]
- Tandrad: staat voor de industrie in het dorp.[3]
- Kleurstelling: ontleend aan het wapen van de voormalige gemeenten Baarderadeel en Littenseradeel.[3]

Het wapen van Baarderadeel.
Het wapen van Littenseradeel.

## Zie ook

Vlag van Winsum